# Krokeh
Krokeh is een bestuurslaag in het regentschap Madiun van de provincie Oost-Java, Indonesië. Krokeh telt 968 inwoners (volkstelling 2010).